# Борромео, Виталиано
Виталиано Борромео (итал. Vitaliano Borromeo; 3 марта 1720, Милан, Миланское герцогство — 7 июня 1793, Рим, Папская область) — итальянский куриальный кардинал, папский дипломат и доктор обоих прав. Титулярный архиепископ Фив Греческих с 16 февраля 1756 по 26 сентября 1766. Апостольский нунций в Тоскане с 16 марта 1756 по 10 декабря 1759. Апостольский нунций в Австрии с 10 декабря 1759 по 26 сентября 1766. Префект Священной Конгрегации церковного иммунитета с 1 июля 1781 по 7 июня 1793. Кардинал-священник с 26 сентября 1766, с титулом церкви Санта-Мария-ин-Арачели с 19 декабря 1768 по 15 декабря 1783. Кардинал-священник с титулом церкви Санта-Прасседе с 15 декабря 1783.